# Passiflora suberosa
Passiflora suberosa är en passionsblomsväxtart som beskrevs av Carl von Linné. Passiflora suberosa ingår i släktet passionsblommor, och familjen passionsblomsväxter.

## Underarter
Arten delas in i följande underarter:
- P. s. litoralis
- P. s. suberosa
- P. s. perhastata

## Bildgalleri

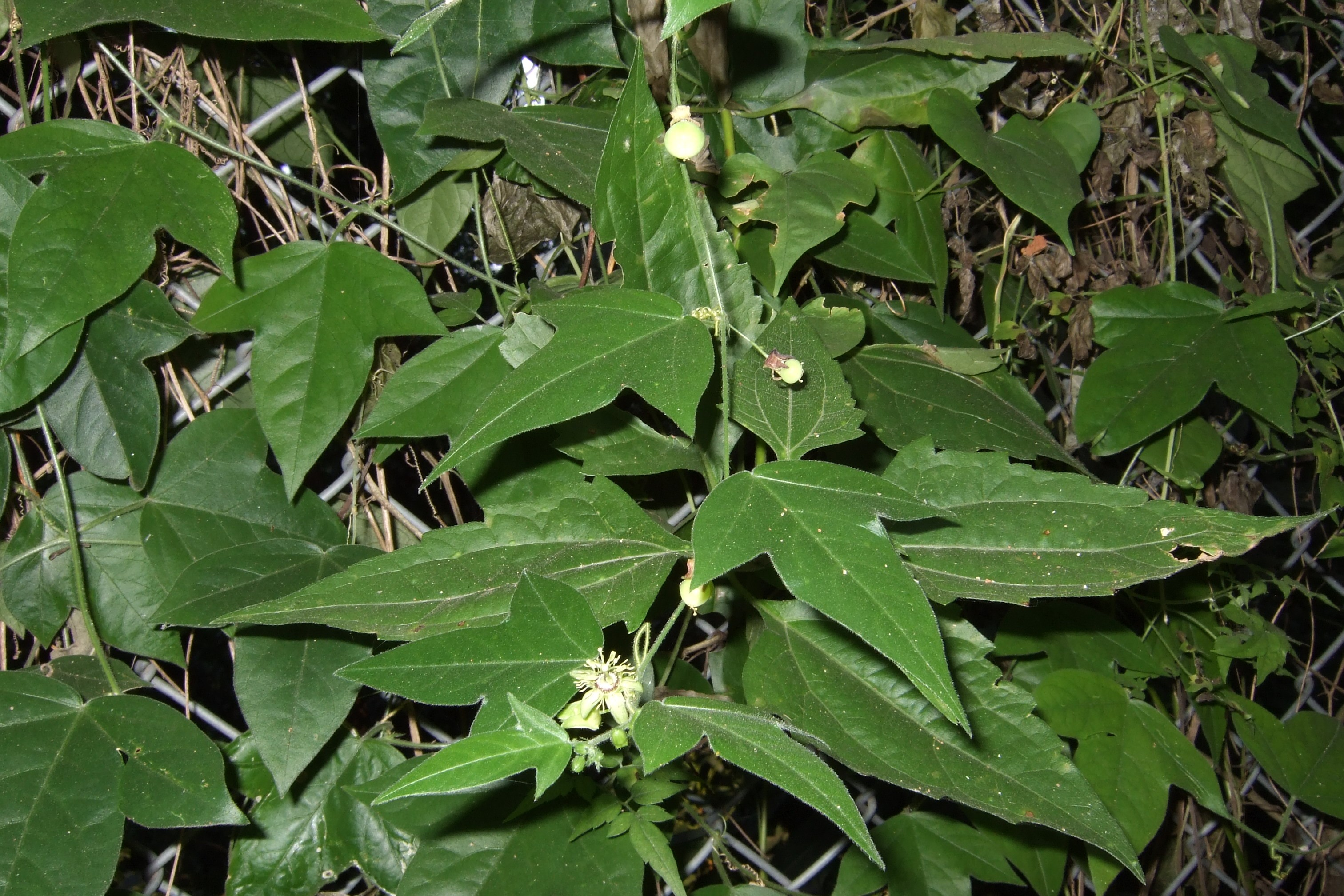
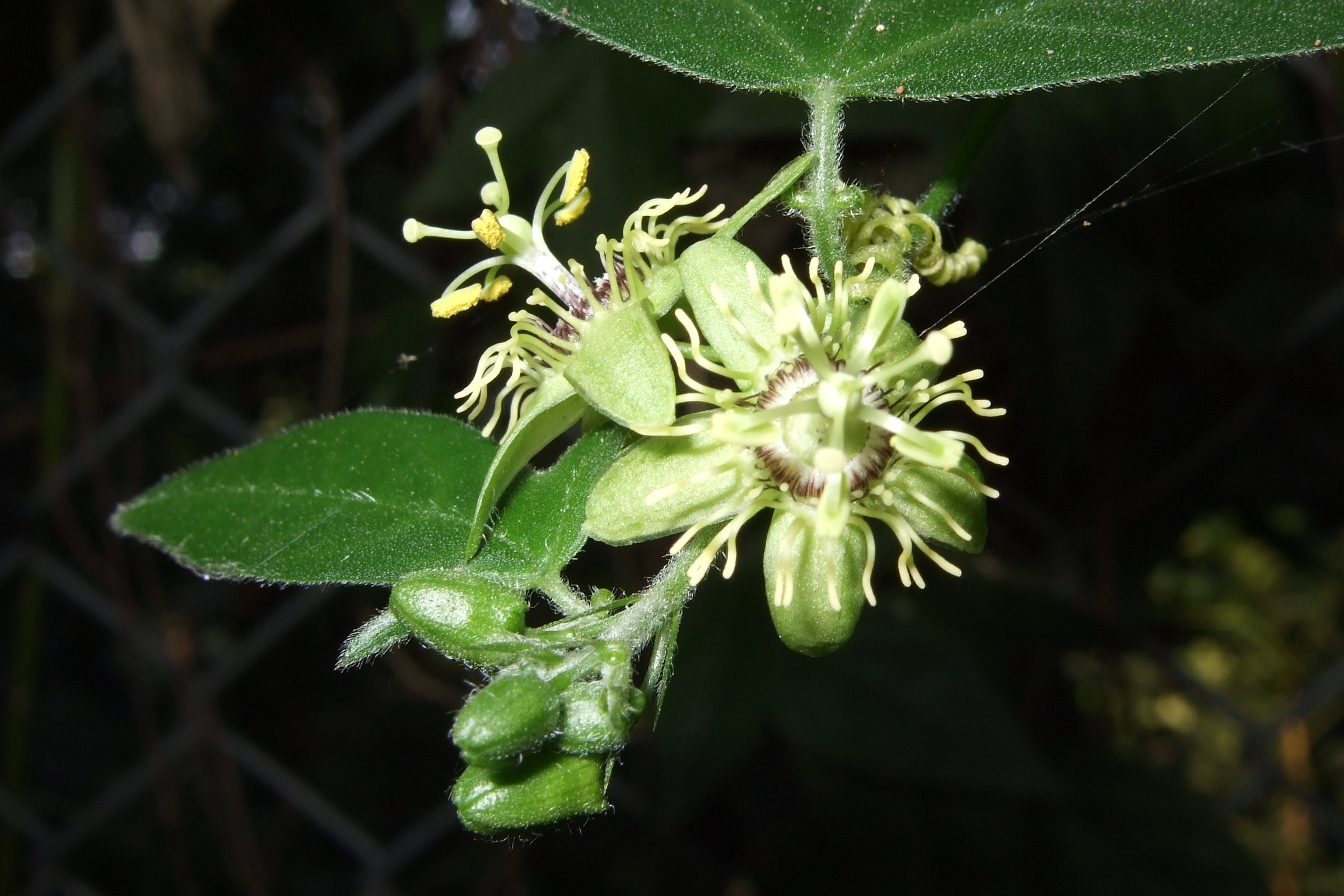
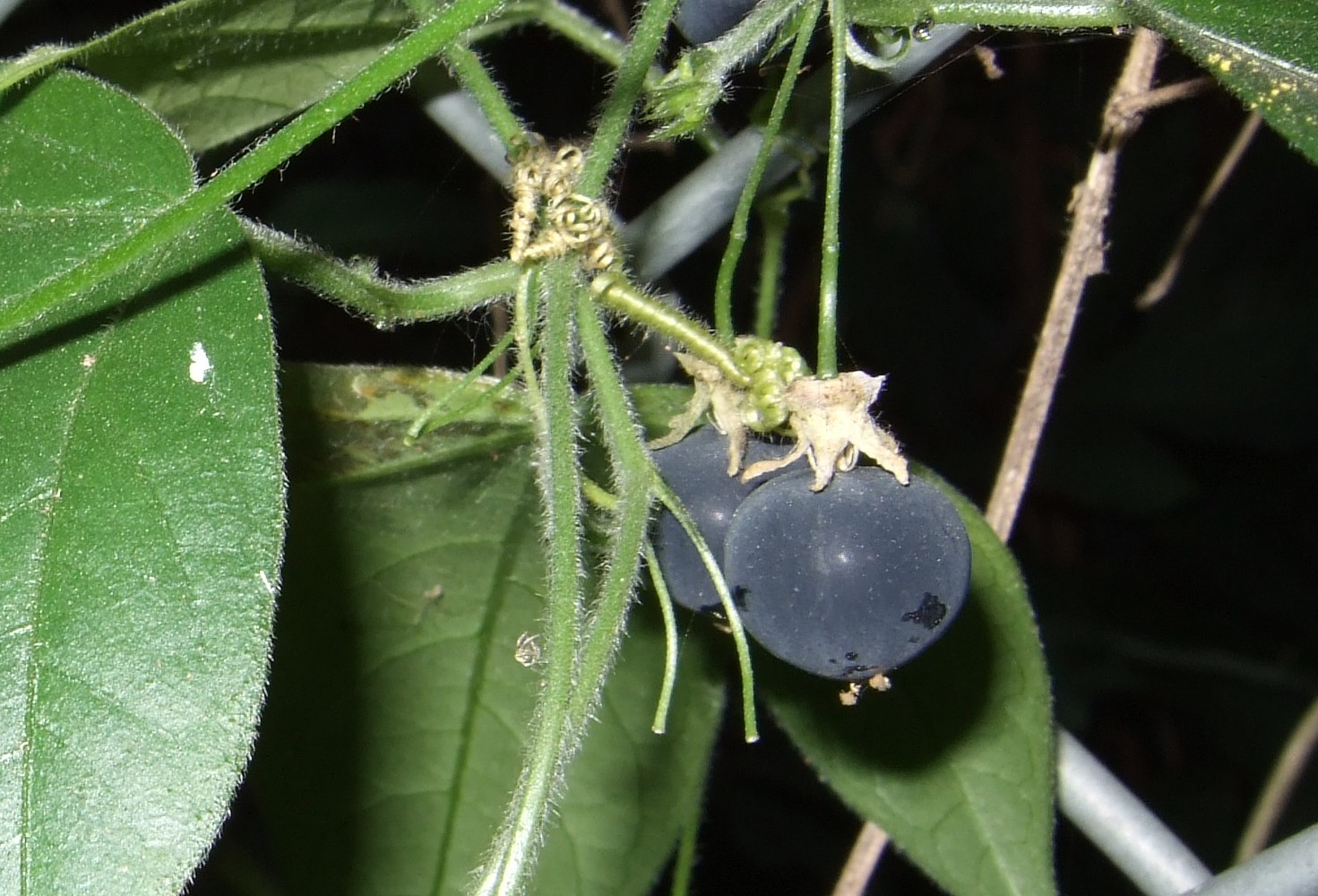
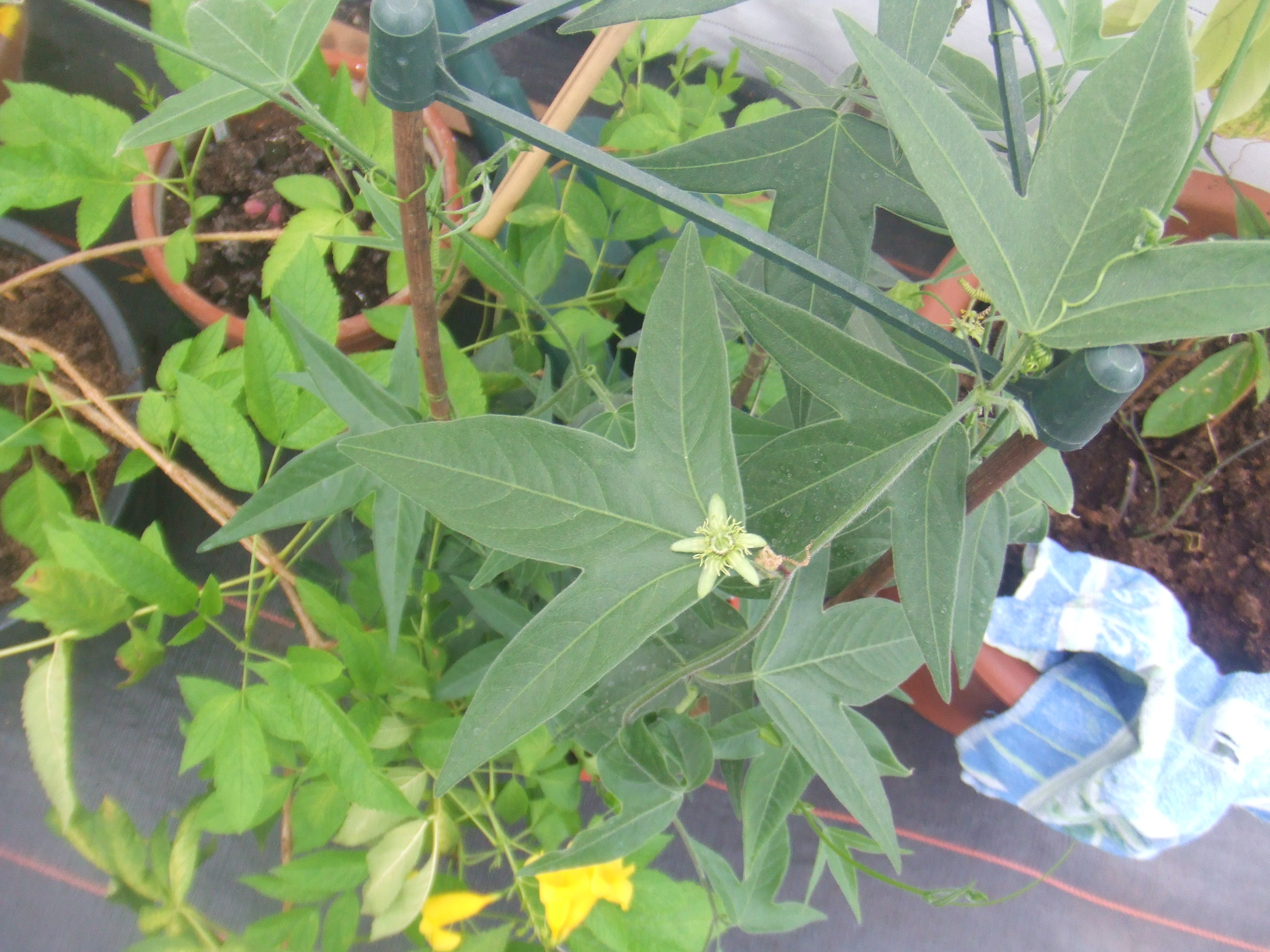
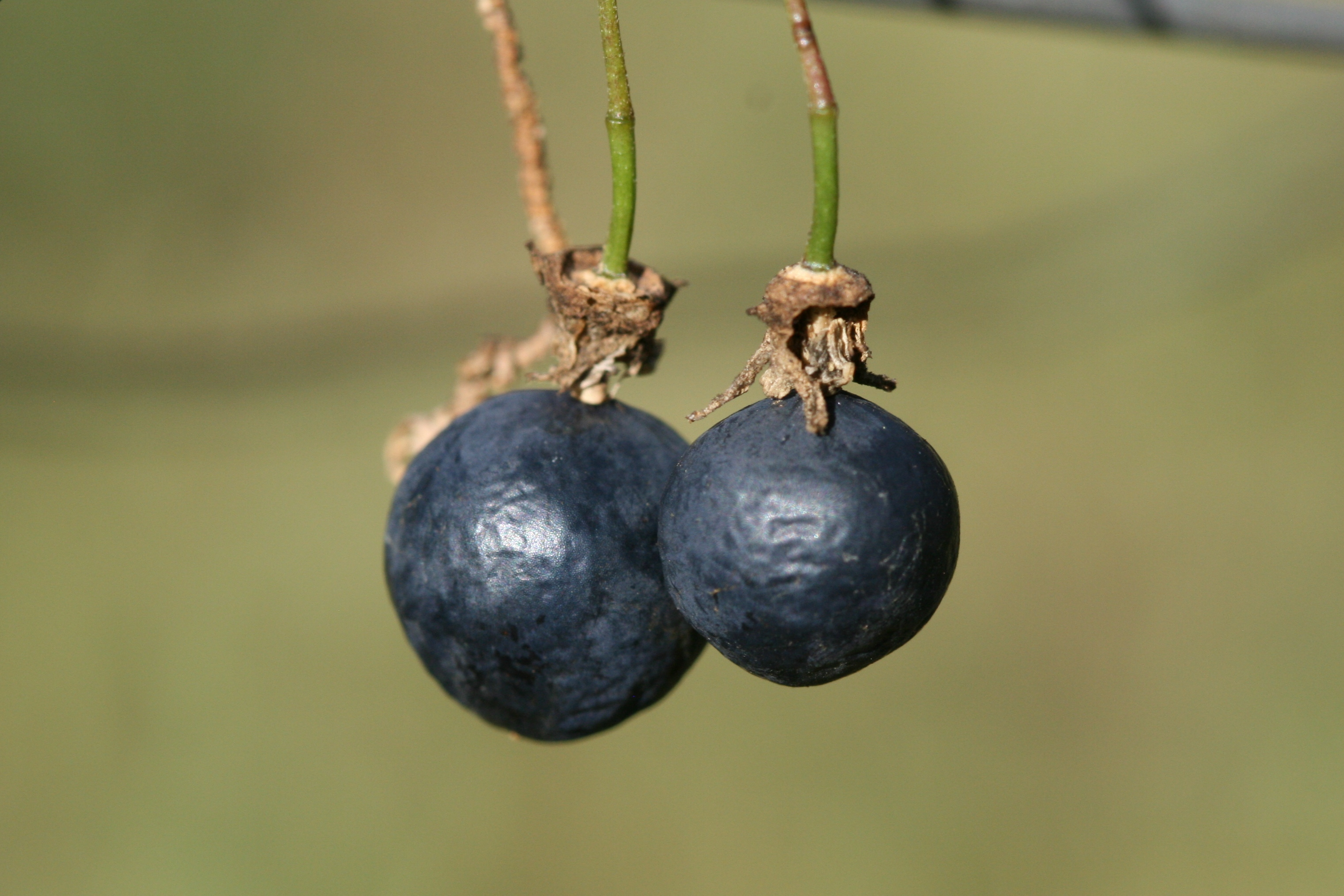
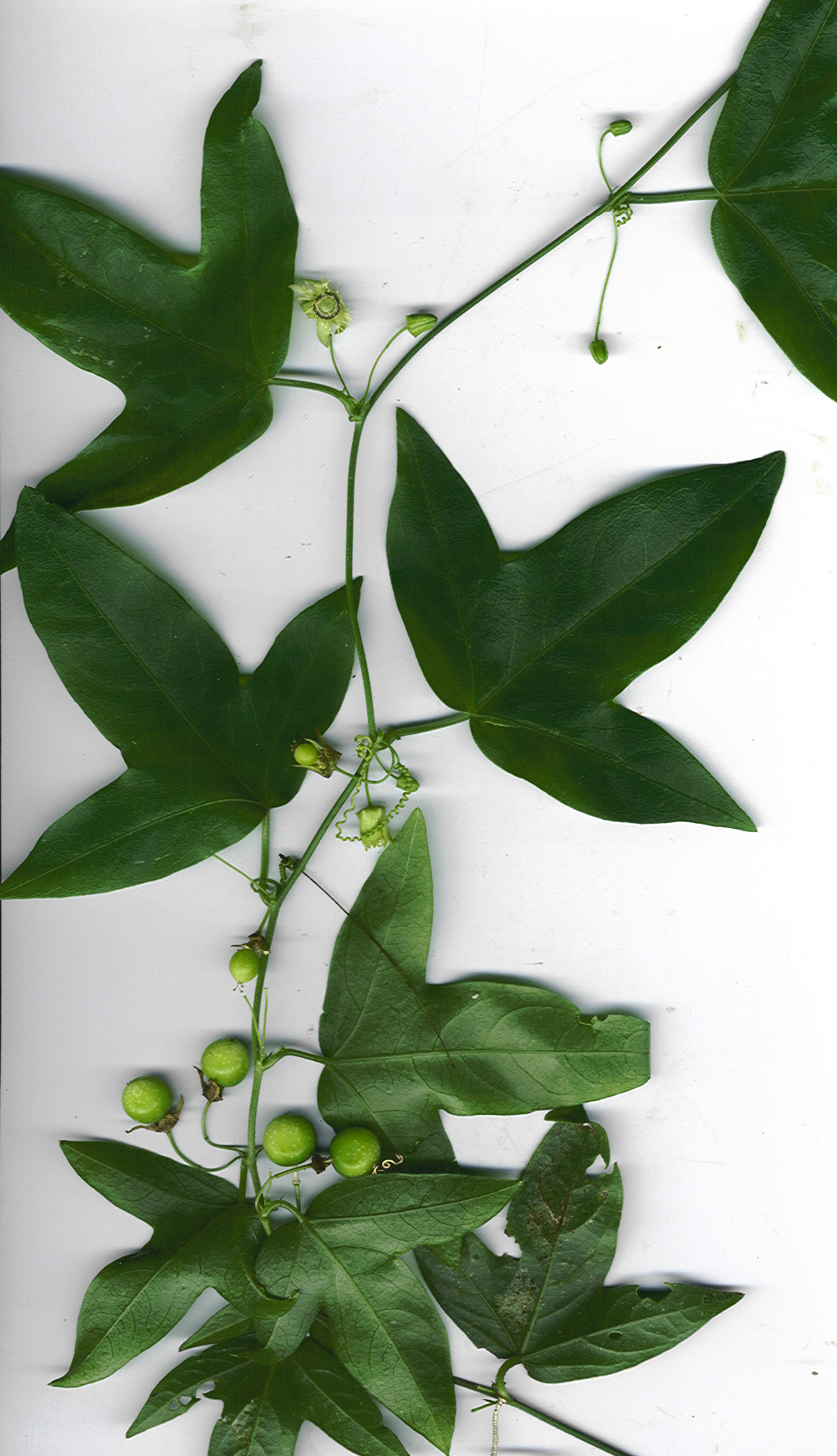